# Боднар, Гас
Август Боднар (фр. August Bodnar; 24 апреля 1923, Форт-Уильям — 1 июля 2005, Ошава) — канадский хоккеист и тренер; в качестве игрока двукратный обладатель Кубка Стэнли в составе «Торонто Мейпл Лифс» (1945, 1947).

## Биография

### Игровая карьера
На молодёжном уровне в течение трёх сезонов играл за «Форт-Уильям Рейнджерс», в котором более двух сезонов подряд зарабатывал более 30 очков за сезон.
Осенью 1943 года присоединился к клубу НХЛ «Торонто Мейпл Лифс», в котором по итогам дебютного сезона заработал 62 очка, получив приз Колдер Трофи, как лучшему новичку сезона и установил рекорд с 40 голевыми передачами за сезон, который в 2017 году был побит Митчем Марнером, который оформил 42 передачи за сезон. В составе «Мейпл Лифс» Боднар отыграл три следующие сезона, выиграв в 1945 и 1947 годах два Кубка Стэнли.
В ноябре 1947 года вошёл в число игроков, которые были обменяны в «Чикаго Блэкхокс». 23 марта 1952 года в матче с «Нью-Йорк Рейнджерс» он установил рекорд НХЛ, отдав три голевые передачи за 21 секунду Биллу Мосиенко оформить самый быстрый хет-трик в истории НХЛ.
После семи сезонов в «Блэкхокс», он был обменян в «Бостон Брюинз», где отыграв полтора сезона, завершил игровую карьеру.

### Тренерская карьера
Работал главным тренером «Лейкшор Брюинз» (1955—1960), «Торонто Мальборос» (1967—1968), «Солт-Лейк Голден Иглз» (1970—1971) и «Ошава Дженералз» (1971—1976), тренируя которую в 1972 году получил награду Тренер года в OHA (Хоккейная ассоциация Онтарио).

### Смерть
Скончался 1 июля 2005 года в больнице города Ошава в возрасте 82 лет.